# Invención de la tradición

La tradición de los estampados escoceses propios de cada clan, que aparece por ejemplo en películas ambientadas en épocas antiguas, se inventó en el, así como la falda escocesa fue inventada por un inglés en el.

La invención de la tradición es un concepto popularizado por Eric Hobsbawm y Terence Ranger que propone que muchas de las tradiciones que pueden parecer o que pretendidamente son antiguas, en realidad se han forjado recientemente, a menudo como respuesta a una nueva situación o un tiempo de crisis. Tienen un bagaje simbólico y tratan de obtener una cierta legitimidad por el hecho de venir desde el pasado. Se puede utilizar para comprender las utilizaciones ideológicas del pasado y los usos políticos de la memoria y la conmemoración. Para Hobsbawm la identidad -cultural o nacional- es construida y por tanto contingente.
Este fenómeno, aunque extendible a varios ámbitos, es claro y particular de las naciones y los nacionalismos.

## Ejemplos de tradiciones inventadas
La diferencia entre una nueva tradición y una inventada es que esta última reivindica orígenes antiguos. No siempre se hace de manera evidente, pueden ser invenciones a pequeña escala, adaptaciones de viejas tradiciones a nuevos propósitos o reactivaciones de antiguas tradiciones. Para algunos autores, este fenómeno es particularmente claro en el caso de las naciones y nacionalismos. La nación es un invento moderno y la mayoría de los símbolos, ritos y tradiciones que hoy tienden a considerarse como muy antiguos, se crearon en realidad, entre 1870 y 1914, a la vez que se creaban las naciones.
Algunos ejemplos son las artes marciales japonesas, el escultismo o las tradiciones de la mayoría de grandes religiones. Otro tipo de ejemplo es el tradicional vestido de novia de color blanco, que se puso de moda desde que la reina Victoria se casó de este color.
Todas las lenguas nacionales de tipo estándar, enseñadas en las escuelas como modelo de lengua escrita y hablada, son en gran medida producto de la invención, dejando de lado a una élite muy reducida que las hablase. Hobsbawm pone como ejemplo el idioma flamenco enseñado en las escuelas, que no es el que las abuelas y madres de Flandes enseñaban a sus hijos.
La tradicional falda escocesa o Kilt fue inventada en el siglo XVIII por un empresario siderúrgico inglés, siendo sus tradicionales estampados propios de cada clan, una tradición aún más reciente. También la gaita escocesa es un instrumento de incorporación moderna y cuya aparición es posterior a la unión de Escocia con Inglaterra.
Los trajes regionales, populares o nacionales que conocemos en Europa y que se muestran como muy antiguos, son un producto de la invención moderna. Así por ejemplo el traje de flamenca no se inventó hasta muy a finales del siglo XIX y no se popularizaría hasta el año 1929, cuando se celebró la Exposición Universal de Barcelona y la Iberoamericana de Sevilla.
El himno nacional más antiguo del mundo no es demasiado antiguo, se trata de La Marsellesa, escrita  en 1792. Otro de los himnos más antiguos del mundo es el argentino, que data de 1812-1813. Algunas composiciones que hoy tenemos como himnos nacionales, fueron en origen canciones populares, militares o de otro tipo más antiguas, pero no se les otorgaría un carácter de himno nacional hasta fechas más recientes.
Las banderas nacionales se crearon todas en tiempos recientes, como adaptación de estandartes militares u enseñas marítimas de uno u otro reino o directamente a partir de planteamientos originales. Antiguamente, las banderas tenían en última instancia cómo única función la de distinguir a un bando de otro en el campo de batalla, por lo que de ninguna manera tenían un carácter nacional, ni se trataban tampoco de banderas en el sentido actual de la palabra. Es con la invención de la nación en la Edad Contemporánea, cuando diferentes estados empiezan a reinterpretar y utilizar distintas enseñas de uno u otro reino como banderas nacionales. Los primeros usos de las banderas fuera de los campos de batalla se produjeron en los barcos europeos, este es el caso de la bandera española o  la del Reino Unido, en origen enseñas marítimas. También se nacionalizaron símbolos dinásticos, tal es el caso de la bandera de Cataluña, que en origen representaba al rey de Aragón y conde de Barcelona y en ningún caso a un territorio, significado que se le daría posteriormente. Otra manera de inventar banderas es a partir de planteamientos originales, tal es el caso de la Ikurriña vasca, creada a finales del siglo XIX e inspirada en la bandera del Reino Unido, la francesa, inspirada en una enseña militar holandesa, que a su vez constituiría también su bandera o las de la mayoría de autonomías españolas, que tienen sus orígenes en los siglos XIX y XX o se originaron a partir de modificaciones de modelos anteriores.
Todas las fiestas nacionales y regionales y muchas veces el relato que las acompaña, son una invención moderna. Así por ejemplo todos los 11 de septiembre se celebra el día de Cataluña. Uno de sus actos consiste en que una comitiva se dirige al monumento a Rafael Casanova en Barcelona, donde se depositan flores desde el año 1894. Esto es así porque se ve a Rafael Casanova como una especie de iniciador de la lucha por la independencia de Cataluña y líder de la resistencia de Barcelona en 1714 contra las tropas españolas, que acabarían suprimiendo sus tradicionales derechos y  libertades. Sin embargo, lo que se considera en el relato como una guerra entre Cataluña y España, fue en realidad una guerra entre los Habsburgo de Austria y Francia, que pretendían colocar cada uno a un candidato para el trono en la corte española. Además, Rafael Casanova creía luchar "per la libertat de tota Espanya".
Distintos estilos arquitectónicos como el neogótico, que se popularizó en Europa en el siglo XIX, pero también otros como el neorrománico o el neomudéjar, se tratan de tradiciones inventadas, popularizadas a raíz del nacimiento de las naciones y el nacionalismo.

## Función social de las tradiciones
Las invenciones de tradiciones responden a alguna función social, principalmente a la de establecer o simbolizar cohesión social o pertenencia a un grupo real o artificial. También puede querer dar legitimidad y fundamento a jerarquías sociales y relaciones de autoridad, como por ejemplo el patriarcalismo o el clasismo, y en particular también de ciertas instituciones, de la nación o del Estado. Finalmente, otro grupo de invenciones es el de las destinadas a inculcar, socializar y naturalizar creencias, sistemas de valores y códigos convencionales de conducta.